# Sollevamento pesi ai Giochi della XIX Olimpiade - Pesi massimi-leggeri
La competizione della categoria pesi  massimi-leggeri (fino a 82,5 kg) di sollevamento pesi ai Giochi della XIX Olimpiade si è svolta il giorno 17 ottobre 1968 al Teatro de los Insurgentes di Città del Messico.
I sovietici selezionarono due sollevatori per questa categoria, Vladimir Beljaev, detentore del record mondiale e campione del mondo del 1966, e Boris Selickij, un russo selezionato solo nella squadra sovietica dopo aver vinto il titolo nazionale del 1967, ma aveva già ha vinto i campionati europei del 1968. Alla fine delle tre prove entrambi avevano totalizzato 485,0 kg nuovo record mondiale per la categoria. Sulla base del peso corporeo Selickij vinse la medaglia d'oro e Beljaev l'argento, con il bronzo che andava al polacco Norbert Ozimek campione del mondo nel 1965.

## Regolamento
La classifica era ottenuta con la somma delle migliori alzate delle seguenti 3 prove:
- Distensione lenta
- Strappo
- Slancio

Su ogni prova ogni concorrente aveva diritto a tre alzate. In caso di parità vinceva il sollevatore che pesava meno.

## Risultati
| Pos.    | Atleta               | Nazione          | Peso Atleta | Totale | Distensione lenta | Distensione lenta | Distensione lenta | Strappo  | Strappo  | Strappo  | Slancio  | Slancio  | Slancio  |
| Pos.    | Atleta               | Nazione          | Peso Atleta | Totale | 1                 | 2                 | 3                 | 1        | 2        | 3        | 1        | 2        | 3        |
| ------- | -------------------- | ---------------- | ----------- | ------ | ----------------- | ----------------- | ----------------- | -------- | -------- | -------- | -------- | -------- | -------- |
| Oro     | Boris Selickij       | Unione Sovietica | 81,5        | 485,0  | 150,0             | 150,0             | 155,0             | 140,0    | 145,0    | 147,5    | 180,0    | 185,0    | 187,5    |
| Argento | Vladimir Beljaev     | Unione Sovietica | 81,8        | 485,0  | 147,5             | 152,5             | 152,5             | 142,5    | 147,5    | 150,0    | 180,0    | 185,0    | 190,0    |
| Bronzo  | Norbert Ozimek       | Polonia          | 81,3        | 472,5  | 150,0             | 150,0             | 155,0             | 140,0    | 145,0    | 145,0    | 180,0    | 180,0    | 182,5    |
| 4       | Győző Veres          | Ungheria         | 82,3        | 472,5  | 150,0             | 155,0             | 155,0             | 132,5    | 137,5    | 140,0    | 175,0    | 182,5    | 185,0    |
| 5       | Karl Arnold          | Germania Est     | 81,2        | 467,5  | 150,0             | 155,0             | 155,0             | 137,5    | 142,5    | 142,5    | 175,0    | 180,0    | 180,0    |
| 6       | Hans Zdražila        | Cecoslovacchia   | 81,7        | 462,5  | 135,0             | 140,0             | 140,0             | 142,5    | 147,5    | 147,5    | 180,0    | -        | -        |
| 7       | Jouni Kailajärvi     | Finlandia        | 82,5        | 445,0  | 140,0             | 140,0             | 145,0             | 130,0    | 135,0    | 135,0    | 167,5    | 175,0    | 180,0    |
| 8       | Lee Jong-Seop        | Corea del Sud    | 81,9        | 440,0  | 135,0             | 140,0             | 140,0             | 130,0    | 130,0    | 130,0    | 175,0    | 180,0    | 180,0    |
| 9       | Víctor Ángel Pagán   | Porto Rico       | 81,9        | 435,0  | 137,5             | 145,0             | 147,5             | 125,0    | 130,0    | 132,5    | 160,0    | 167,5    | 167,5    |
| 10      | Pierre St. Jean      | Canada           | 82,0        | 435,0  | 135,0             | 135,0             | 140,0             | 132,5    | 132,5    | 137,5    | 162,5    | 167,5    | 172,5    |
| 11      | Rainer Dörrzapf      | Germania Ovest   | 82,1        | 435,0  | 135,0             | 140,0             | 140,0             | 132,5    | 140,0    | 140,0    | 160,0    | 165,0    | 165,0    |
| 12      | Gino Corradini       | Italia           | 82,1        | 427,5  | 145,0             | 145,0             | 152,5             | 117,5    | 122,5    | 122,5    | 160,0    | 165,0    | 167,5    |
| 13      | Juan Curbelo         | Cuba             | 81,0        | 425,0  | 135,0             | 135,0             | 135,0             | 120,0    | 125,0    | 125,0    | 152,5    | 160,0    | 165,0    |
| 14      | Mike Pearman         | Gran Bretagna    | 81,8        | 425,0  | 132,5             | 137,5             | 140,0             | 120,0    | 125,0    | 127,5    | 160,0    | 167,5    | 167,5    |
| 15      | Aldo Roy             | Canada           | 81,6        | 420,0  | 125,0             | 132,5             | 132,5             | 120,0    | 120,0    | 125,0    | 155,0    | 162,5    | 167,5    |
| 16      | John Bolton          | Nuova Zelanda    | 82,3        | 420,0  | 130,0             | 137,5             | 142,5             | 115,0    | 122,5    | 125,0    | 160,0    | 165,0    | 165,0    |
| 17      | Fortunato Rijna      | Antille Olandesi | 82,4        | 420,0  | 137,5             | 142,5             | 145,0             | 115,0    | 120,0    | 120,0    | 157,5    | 162,5    | 162,5    |
| 18      | Peter Arthur         | Gran Bretagna    | 81,7        | 415,0  | 137,5             | 142,5             | 142,5             | 115,0    | 120,0    | 120,0    | 157,5    | 162,5    | 162,5    |
| 19      | Rudolph James        | Guyana           | 80,8        | 412,5  | 112,5             | 112,5             | 120,0             | 122,5    | 127,5    | 132,5    | 157,5    | 165,0    | 170,0    |
| 20      | José Manuel Figueroa | Porto Rico       | 82,5        | 410,0  | 132,5             | 137,5             | 140,0             | 115,0    | 120,0    | 125,0    | 152,5    | 152,5    | 162,5    |
| 21      | Rodolfo Castillo     | Costa Rica       | 80,4        | 357,5  | 112,5             | 112,5             | 117,5             | 97,5     | 102,5    | 105,0    | 135,0    | 140,0    | 140,0    |
| 22      | José Pérez           | Rep. Dominicana  | 81,9        | 350,0  | 110,0             | 115,0             | 115,0             | 100,0    | 105,0    | 110,0    | 135,0    | 135,0    | 142,5    |
| -       | Neville Pery         | Australia        | 82,1        | 0,0    | 127,5             | 127,5             | 127,5             | Ritirato | Ritirato | Ritirato | Ritirato | Ritirato | Ritirato |
| -       | Cedric Demetris      | Giamaica         | 82,2        | 0,0    | 115,0             | 115,0             | 115,0             | Ritirato | Ritirato | Ritirato | Ritirato | Ritirato | Ritirato |
| -       | Joe Puleo            | Stati Uniti      | 80,3        | 0,0    | 147,5             | 147,5             | 147,5             | Ritirato | Ritirato | Ritirato | Ritirato | Ritirato | Ritirato |
| -       | Irsan Husen          | Indonesia        | 80,7        | 0,0    | 140,0             | 140,0             | 140,0             | Ritirato | Ritirato | Ritirato | Ritirato | Ritirato | Ritirato |